# Schlacht von Heartbreak Ridge
Die Schlacht von Heartbreak Ridge war die letzte Großoffensive der unter Führung der USA beteiligten Streitkräfte der Vereinten Nationen im Koreakrieg und sollte vor allem die Position der UN in den bereits begonnenen Waffenstillstandsverhandlungen stärken. Sie dauerte vom 13. September bis zum 15. Oktober 1951 und war die letzte von mehreren Hauptkampfhandlungen um ein als „The Punchbowl“ bezeichnetes Terrain von mehreren durch Täler zerschnittenen Hügelketten in den Bergen Nordkoreas, einige Kilometer nördlich des 38. Breitengrades.

## Hintergrund
Nach dem Rückzug aus dem von UN-Truppen im September 1951 eroberten Bloody-Ridge-Kamm bezog die Koreanische Volksarmee neue Stellungen auf dem nur 1400 m entfernten, 11 km langen Nachbar-Massiv, das sie besser verteidigen konnte. Das UN-Oberkommando befahl dem US-amerikanischen X Corps von Generalmajor Clovis E. Byers daraufhin, auch diesen Heartbreak Ridge („Kamm der gebrochenen Herzen“) genannten Kamm zu sichern. Innerhalb des X Corps fiel diese Aufgabe der 2. US-Infanteriedivision unter Brigadegeneral Thomas E. Deshazo zu. Byers und Deshazo unterschätzten zunächst die starke Verteidigungsposition der Nordkoreaner und befahlen einem einzelnen Infanterieregiment – dem 23. unter Colonel James Y. Adams – und seinem unterstützenden französischen Bataillon einen Frontalangriff auf den gut befestigten Hügel, was sich als Fehlentscheidung herausstellen sollte.

## Schlachtverlauf
Der erste Angriff begann am 13. September mit einer Taktik der US-Truppen, die später mehrfach wiederholt wurde: Zuerst nahmen Flugzeuge, Panzer und Artillerie den Kamm unter Beschuss ohne wesentlichen Effekt auf die gut befestigten Stellungen der Nordkoreaner, danach erstürmten die Infanteristen des 23. Regiments den Berghang, um die feindlichen Bunker einzunehmen. Die Überlebenden erreichten den Kamm häufig erschöpft und ohne Munition. Es folgte der Gegenangriff, bei dem Wellen von Nordkoreanern versuchten, den verlorenen Boden zurückzuerobern. Viele dieser Gegenangriffe wurden nachts von frischen Truppen geführt, die im Schutz der Nachbarhügel herangeführt wurden, und endeten oft im Nahkampf.
Auf diese Weise verlief der Kampf zwei Wochen lang, bis das 23. Regiment fast völlig aufgerieben war. Der Hügelkamm wechselte dabei in einer Folge von Angriffen und Gegenangriffen mehrmals den Besitzer, wobei auf US-Seite mehrere Einheiten bis auf Kompaniegröße (100–200 Mann) vernichtet wurden. Die Amerikaner setzten Artilleriesperrfeuer, Luftangriffe und Panzer ein, in dem Versuch, die Nordkoreaner vom Kamm zu vertreiben, aber die Koreanische Volksarmee erwies sich als sehr widerstandsfähig.
Colonel James Y. Adams machte zusammen mit dem französischen Bataillonskommandeur der Divisionsleitung klar, dass weitere Direktangriffe auf den Kamm ineffektiv und selbstmörderisch wären und stattdessen die Nachschubwege der Nordkoreaner abgeschnitten werden müssten. Am 27. September befahl der neue Kommandeur der 2. US-Division, Generalmajor Robert N. Young, die vorläufige Einstellung der Angriffe, um eine neue Operationsführung zu entwickeln.
Vom 1. bis 5. Oktober wurden die UN-Truppen ausgiebig mit Nachschub versorgt und ein neuer Hauptangriff mit einer veränderten Taktik vorbereitet. Es war klar geworden, dass es nahezu unmöglich war, die Hügelkette einzunehmen, solange der Gegner fortwährend Nachschub und Verstärkung heranbringen konnte. Um dies zu unterbinden, wollten die UN-Truppen nun die Angriffe auf die Seitenhügel und -täler konzentrieren. Speerspitze dieser neuen Taktik wurde das 72. Panzerbataillon, mit der Aufgabe, die Nachschubdepots des Gegners im Tal bei Mundung-ni zu zerstören. Dazu musste jedoch ein Weg für die M4 Sherman-Panzer durch das Tal gefunden werden. Es existierte nur ein enger Pfad, der gesperrt und vermint war. Das 2. Pionierbataillon räumte und befestigte daher diesen Marschweg. UN-Patrouillen konnten mehrere Nordkoreaner festnehmen und von diesen strategisch wichtige Informationen erhalten. Corsair-Piloten der United States Navy deckten Gegnerstellungen und Nachschubdepots großflächig mit Napalm ein.
Am 5. Oktober um 21 Uhr begannen die drei Infanterieregimenter (9., 23. und 38.) der 2. Division koordinierte Angriffe auf Heartbreak Ridge und die Nachbarhügel. Am 10. Oktober startete die Offensive der UN-Truppen im Mundung-ni-Tal. Der Angriff durch das 72. Panzerbataillon unter Colonel Joseph Jarvis verlief erfolgreich und überraschte die 204. chinesische Division, als diese sich gerade durch das Tal bewegte, um die Nordkoreaner auf dem Kamm abzulösen. In offenem Gelände erlitten die Chinesen hohe Verluste. In den folgenden fünf Tagen kontrollierten die amerikanischen Panzer das Mundung-ni-Tal und zerstörten Nachschubbasen, Truppenansammlungen und etwa 350 Bunker bei Heartbreak Ridge und den angrenzenden Hügeln und Tälern. Einer kleinen Gruppe von Panzern und Infanterie gelang zudem die Umgehung der nordkoreanischen Truppen auf dem Kamm und vereitelte damit mögliche Verstärkung und Nachschub von dieser Seite.
Durch den Panzer- und massiven Lufteinsatz gewannen die US-amerikanischen Truppen nunmehr die Oberhand, jedoch dauerten die hartnäckigen Infanteriekämpfe weiter an, bis am 13. Oktober französische Truppen die letzte nordkoreanische Stellung eroberten.

## Nachbetrachtung
Beide Seiten hatten hohe Verluste erlitten: mehr als 3.700 Amerikaner und Franzosen sowie ca. 25.000 Nordkoreaner und Chinesen ließen ihr Leben oder wurden verwundet. Diese Verluste führten bei der UN und dem US-Oberkommando zu der Einsicht, dass dies in keinem akzeptablen Verhältnis zum erkämpften minimalen Raumgewinn stünde. Die Schlacht von Heartbreak Ridge war somit die letzte Großoffensive der UN im Koreakrieg.
Bis zur Unterzeichnung des Waffenstillstands im Juli 1953 fanden bei Heartbreak Ridge weiterhin sporadische Kämpfe, meistens von Nordkoreanern oder Chinesen ausgelöst, statt. Am 3. November starteten die Nordkoreaner einen letzten Angriff auf die Höhen von Heartbreak Ridge, die jedoch vom verteidigenden 160. US-Infanterieregiment bis zum Abschluss der Waffenstillstandsverhandlungen erfolgreich gehalten werden konnten.

## Trivia
Der Name Heartbreak Ridge für den umkämpften Bergkamm entstammt einem Satz aus einem Reporterinterview mit Colonel James Y. Adams, in dem dieser die schweren Verluste an eigenen Truppen beklagte mit den Worten „such a heartbreak for me“.
Der Spielfilm Heartbreak Ridge von und mit Clint Eastwood lieh sich den Namen und Hintergrund der Schlacht von Heartbreak Ridge.